# Cada quién su lucha
Cada quién su lucha es una película de comedia y acción mexicana de 1966, basada en el argumento de Alfredo Zacarías, escrita por Roberto Gómez Bolaños «Chespirito», dirigida por Gilberto Martínez Solares y protagonizada por Viruta y Capulina, junto a las actrices, María Duval y Baby Bell, quienes simultáneamente actúan como Lucha García y Lucha Morales. Las escenas de la Lucha Libre Profesional son similares y/o diferentes a las de la película, El luchador fenómeno (1952), de Adalberto Martínez «Resortes» y Wolf Ruvinskis.Esta película es la primera parte de una trilogía de películas de acción y cine de luchadores, siendo seguida por Santo contra Capulina (1968) y El investigador Capulina (1975).

## Argumento
Los empleados de una dulcería, Viruta y Capulina, echan a perder la venta del negocio y son despedidos, pero al seguir los consejos de un mago que les ofrece mejorar su mala suerte, ambos se meterán en líos y tratarán de conquistar a dos hermosas mujeres igualmente llamadas Lucha y apellidadas García y Morales (María Duval y Baby Bell). Por extrañas circunstancias debido a encontrarse con Julián Caireles (Nathanael León "Frankenstein"), Capulina llega al mundo de los campeones de Lucha Libre y logra aprender a luchar.

## Reparto
- Marco Antonio Campos como Viruta.
- Gaspar Henaine como Capulina.
- María Duval como Lucha García.
- Baby Bell como Lucha Morales.
- Carlos Agostí como Mago Badín Anuar.
- Eduardo Silvestre como Gerardo.
- Consuelo Monteagudo como Clienta del mago.
- Leo Acosta como Músico.
- Nathanael León «Frankenstein» como Julián Caireles.
- Mario García "Harapos" como Secuaz del mago
- Carlos G. Ruffino como Secuaz del mago
- Julián de Meriche como Dueño de fábrica.
- Gloria Chávez como Mujer en fiesta.
- Ramón Valdés como Malhechor.
- Carlos Bravo y Fernández como Cliente del mago.
- Juan Garza como Secuaz del mago.
- Cecilia Leger como Señora molesta.
- Antonio Padilla "Pícoro" como Anunciador de boxeo.
- Manuel Trejo Morales como Mesero.
- Jorge Zamora "Zamorita" como Portero del cabaret.